# Banuera Berina
Banuera Berina est un avocat et homme politique gilbertin.

## Biographie
Titulaire d’un diplôme de droit de l'université d'Otago,, il pratique le métier d’avocat aux Kiribati,. Il est élu une première fois député de Tarawa-Sud, la capitale du pays, à la Maneaba ni Maungatabu (le Parlement national) lors des élections législatives de 2003. Il est le candidat du parti Maurin Kiribati à l'élection présidentielle de juillet 2003, terminant troisième et dernier avec 9,1 % des voix. Il siège sur les bancs de l'opposition parlementaire au gouvernement du président Anote Tong. Réélu député de la capitale aux élections de 2007, il perd son siège aux élections de 2011, mais en retrouve un en battant Tom Murdoch, le ministre des Finances, dans la circonscription de Kuria aux élections de 2015.
Il devient le président du parti Tobwaan Kiribati, le parti du nouveau président de la République Taneti Maamau et dans lequel se fond le parti Maurin Kiribati. Début novembre 2019, toutefois, il accuse le président Maamau d'avoir menti pour justifier la décision de son gouvernement de rompre les relations diplomatiques gilbertines avec Taïwan et d'établir des relations avec la République populaire de Chine. Banuera Berina quitte alors la majorité parlementaire et rejoint les bancs de l'opposition, emmenant douze autres députés de Tobwaan Kiribati avec lui et privant le gouvernement de sa majorité. Il fonde un nouveau parti politique, Kiribati d'abord (Kiribati Moa en gilbertin). Il tente de déposer une motion de censure pour contraindre Taneti Maamau à la démission mais le président du Parlement, Tebuai Uaai, l'en empêche en suspendant définitivement la session parlementaire jusqu'aux élections législatives d'avril 2020.
Réélu député de Kuria à ces élections, Banuera Berina est choisi comme unique candidat de l'opposition face à Taneti Maamau pour l'élection présidentielle de juin 2020. Il est battu par le président sortant, remportant 40,7 % des suffrages.